# Carl Widmer
Carl Widmer   (1900 - segle XX) va ser un gimnasta artístic suís que va competir durant la dècada de 1920.
El 1924 va prendre part en els Jocs Olímpics de París, on disputà les nou proves del programa de gimnàstica. Guanyà la medalla de bronze en la competició del concurs complet per equips, alhora que fou quart en la del cavall amb arcs. En les altres set proves aconseguí uns resultats més discrets.